# Championnat sud-américain de football de 1939
Navigation
Argentine 1937 Chili 1941
Le Championnat sud-américain de football de 1939 est la quinzième édition du championnat sud-américain de football des nations, connu comme la Copa América depuis 1975, qui a eu lieu à Lima au Pérou du 15 janvier au 12 février 1939.
Les pays participants sont le Chili, l'Équateur, le Paraguay, le Pérou et l'Uruguay. Bien que membre de la CONMEBOL depuis 1927, ce tournoi est le premier pour l'Équateur. La Colombie, membre depuis 1936, se retire à nouveau du tournoi, tout comme l'Argentine, la Bolivie et le Brésil.

## Résultats

### Classement final
Les cinq équipes participantes sont réunies au sein d'une poule unique où chaque formation rencontre une fois ses adversaires. À l'issue des rencontres, l'équipe classée première remporte la compétition.
|   | Équipe   | Pts | J | G | N | P | BP | BC | Diff |
| - | -------- | --- | - | - | - | - | -- | -- | ---- |
| 1 | Pérou    | 8   | 4 | 4 | 0 | 0 | 13 | 4  | +9   |
| 2 | Uruguay  | 6   | 4 | 3 | 0 | 1 | 13 | 5  | +8   |
| 3 | Paraguay | 4   | 4 | 2 | 0 | 2 | 9  | 8  | +1   |
| 4 | Chili    | 2   | 4 | 1 | 0 | 3 | 8  | 12 | -4   |
| 5 | Équateur | 0   | 4 | 0 | 0 | 4 | 4  | 18 | -14  |

| 15 janvier | Paraguay | 5 | 1 | Chili    |
| 15 janvier | Pérou    | 5 | 2 | Équateur |
| 22 janvier | Uruguay  | 6 | 0 | Équateur |
| 22 janvier | Pérou    | 3 | 1 | Chili    |
| 29 janvier | Uruguay  | 3 | 2 | Chili    |
| 29 janvier | Pérou    | 3 | 0 | Paraguay |
| 5 février  | Chili    | 4 | 1 | Équateur |
| 5 février  | Uruguay  | 3 | 1 | Paraguay |
| 12 février | Paraguay | 3 | 1 | Équateur |
| 12 février | Pérou    | 2 | 1 | Uruguay  |

### Matchs
| 15 janvier 1939                                                                                | Paraguay                                       | 5 – 1 | Chili     | Estadio Nacional (Lima)                        |                                                |
|                                                                                                | Godoy 10e, 24e · Barrios 47e, 75e · Aquino 88e | (2 - 1) | Sorrel 8e | Spectateurs : 10 000 Arbitrage : Alberto March | Spectateurs : 10 000 Arbitrage : Alberto March |
| Encina - Lezcano, Invernizzi - Ayala, Villalba, Ibáñez - Barrios, Godoy, Mingo, Ortega, Aquino | Équipes                                        | Simián - Roa, Jo. Córdova - Montero, Riveros, Ponce ( Ju. Córdova) - Sorrel, Toro, Domínguez, Carvajal, Avendaño ( Luco) |           | Spectateurs : 10 000 Arbitrage : Alberto March | Spectateurs : 10 000 Arbitrage : Alberto March |

| 15 janvier 1939 | Pérou                                           | 5 – 2 | Équateur         | Estadio Nacional (Lima)                       |                                               |
| | T. Fernández 6e, 34e, 77e · J. Alcalde 16e, 58e | (3 - 0) | Alcívar 55e, 89e | Spectateurs : 10 000 Arbitrage : Carlos Puyol | Spectateurs : 10 000 Arbitrage : Carlos Puyol |
| Honores - Quispe, A. Fernández - Tovar, Castillo, Perales - Magallanes ( T. Alcalde), Ibáñez, T. Fernández, J. Alcalde, Paredes | Équipes                                         | Vásquez - Ronquillo, Solís - Merino, Zambrano ( Peralta), Arias ( Vasconez) - Cevallos, Unamuno ( Alcívar), Suárez Rizzo, Herrera, Freire |                  | Spectateurs : 10 000 Arbitrage : Carlos Puyol | Spectateurs : 10 000 Arbitrage : Carlos Puyol |

| 22 janvier 1939 | Uruguay                                             | 6 – 0 | Équateur | Estadio Nacional (Lima)                         |                                                 |
| | Porta 22e · S. Varela 53e, 55e, 81e · Lago 65e, 70e | (1 - 0) |          | Spectateurs : 10 000 Arbitrage : Enrique Cuenca | Spectateurs : 10 000 Arbitrage : Enrique Cuenca |
| Granero - Sanguinetti, Mascheroni - Zunino, Galvalisi, Viana ( 70e Reyes) - Porta, S. Varela, Lago, Ciocca, Camaití | Équipes                                             | Vásquez - Ronquillo, Solís - Merino, Peralta ( Zambrano), Vasconez - Cevallos, Arenas ( Alcívar), Suárez Rizzo, Herrera ( Bohórquez), Elizalde |          | Spectateurs : 10 000 Arbitrage : Enrique Cuenca | Spectateurs : 10 000 Arbitrage : Enrique Cuenca |

| 22 janvier 1939 | Pérou                                         | 3 – 1 | Chili         | Estadio Nacional (Lima)                      |                                              |
| | T. Fernández 46e, 65e (pen.) · J. Alcalde 80e | (0 - 0) | Domínguez 55e | Spectateurs : 6 000 Arbitrage : Carlos Puyol | Spectateurs : 6 000 Arbitrage : Carlos Puyol |
| Honores - Chappell, A. Fernández - Tovar, Pasache, Perales - T. Alcalde, Bielich, T. Fernández, J. Alcalde, Paredes | Équipes                                       | Lobos - Cortés, Jo. Córdova - Montero, Mediavilla, Ponce - Sorrel, Toro ( Domínguez), Pizarro, Carvajal, Muñoz |               | Spectateurs : 6 000 Arbitrage : Carlos Puyol | Spectateurs : 6 000 Arbitrage : Carlos Puyol |

| 29 janvier 1939 | Uruguay                                     | 3 – 2 | Chili               | Estadio Nacional (Lima)                         |                                                 |
| | S. Varela 19e · Camaití 30e · Chirimini 73e | (2 - 2) | Muñoz 3e · Luco 39e | Spectateurs : 15 000 Arbitrage : Enrique Cuenca | Spectateurs : 15 000 Arbitrage : Enrique Cuenca |
| Granero - Sanguinetti, Mascheroni - Zunino, Galvalisi, Reyes ( 46e O. Varela) - Porta, S. Varela, Lago ( 80e Fager), Ciocca ( 46e Chirimini), Camaití | Équipes                                     | Lobos ( Simián) - Cortés, Jo. Córdova - Ju. Córdova, Riveros ( Mediavilla), Ponce - Sorrel ( Luco), Domínguez, Pizarro, Avendaño, Muñoz |                     | Spectateurs : 15 000 Arbitrage : Enrique Cuenca | Spectateurs : 15 000 Arbitrage : Enrique Cuenca |

| 29 janvier 1939 | Pérou                                  | 3 – 0                                                                                            | Paraguay | Estadio Nacional (Lima)                         |                                                 |
| | T. Fernández 11e, 30e · J. Alcalde 78e | (2 - 0)                                                                                          |          | Spectateurs : 15 000 Arbitrage : Alfredo Vargas | Spectateurs : 15 000 Arbitrage : Alfredo Vargas |
| Honores - Chappell, A. Fernández - Tovar, Pasache, Castillo - T. Alcalde ( Magallanes), Bielich, T. Fernández, J. Alcalde, Paredes | Équipes                                | González - Lezcano, Invernizzi - Ayala, Villalba, Ibáñez - Barrios, Godoy, Mingo, Ortega, Aquino |          | Spectateurs : 15 000 Arbitrage : Alfredo Vargas | Spectateurs : 15 000 Arbitrage : Alfredo Vargas |

| 5 février 1939                                                                                     | Chili                                           | 4 – 1 | Équateur   | Estadio Nacional (Lima)                       |                                               |
| | Toro 6e · Avendaño 15e, 79e · Sorrel 19e (pen.) | (3 - 1) | Arenas 35e | Spectateurs : 10 000 Arbitrage : Carlos Puyol | Spectateurs : 10 000 Arbitrage : Carlos Puyol |
| Simián - Cortés, Jo. Córdova - Ju. Córdova, Riveros, Ponce - Sorrel, Toro, Pizarro, Avendaño, Luco | Équipes                                         | Martínez - Ronquillo, Hungría - Laurido, Peralta, Vasconez - Cevallos, Arenas, Suárez Rizzo, Alcívar, Freire |            | Spectateurs : 10 000 Arbitrage : Carlos Puyol | Spectateurs : 10 000 Arbitrage : Carlos Puyol |

| 5 février 1939 | Uruguay                                     | 3 – 1 | Paraguay    | Estadio Nacional (Lima)                         |                                                 |
| | Lago 14e · S. Varela 40e (pen.) · Porta 66e | (2 - 0) | Barrios 59e | Spectateurs : 10 000 Arbitrage : Enrique Cuenca | Spectateurs : 10 000 Arbitrage : Enrique Cuenca |
| Granero - Sanguinetti ( 85e Zaccour), Mascheroni - Zunino, Galvalisi ( 67e O. Varela), Viana - Porta, S. Varela, Lago ( 85e Fager), Ciocca, Camaití | Équipes                                     | González - Velloso ( Lezcano), Invernizzi - Ayala, Villalba, Ibáñez - Barrios, Godoy, Mingo, Ortega, Aquino |             | Spectateurs : 10 000 Arbitrage : Enrique Cuenca | Spectateurs : 10 000 Arbitrage : Enrique Cuenca |

| 12 février 1939                                                                                              | Paraguay                            | 3 – 1 | Équateur   | Estadio Nacional (Lima)                         |                                                 |
| | Mingo 4e · Godoy 61e · Barreiro 63e | (1 - 0) | Arenas 75e | Spectateurs : 15 000 Arbitrage : Enrique Cuenca | Spectateurs : 15 000 Arbitrage : Enrique Cuenca |
| González - Lezcano, Invernizzi - Ayala, Villalba, Ibáñez - Barrios ( Barreiro), Godoy, Mingo, Ortega, Aquino | Équipes                             | Vásquez - Ronquillo, Solís - Arias, Peralta, Vasconez - Cevallos, Arenas, Herrera, Alcívar ( Suárez Rizzo), Freire |            | Spectateurs : 15 000 Arbitrage : Enrique Cuenca | Spectateurs : 15 000 Arbitrage : Enrique Cuenca |

| 12 février 1939 | Pérou                       | 2 – 1 | Uruguay   | Estadio Nacional (Lima)                         |                                                 |
| | J. Alcalde 7e · Bielich 35e | (2 - 1) | Porta 44e | Spectateurs : 40 000 Arbitrage : Alfredo Vargas | Spectateurs : 40 000 Arbitrage : Alfredo Vargas |
| Honores - Chappell, A. Fernández - Tovar, Pasache, Castillo - T. Alcalde, Bielich ( Ibáñez ( Quispe)), T. Fernández, J. Alcalde, Paredes | Équipes                     | Granero - Sanguinetti ( 84e Zaccour), Mascheroni - Zunino, Galvalisi, Viana - Porta, S. Varela ( 70e Chirimini), Lago, Ciocca ( 60e Camaití), Rodríguez |           | Spectateurs : 40 000 Arbitrage : Alfredo Vargas | Spectateurs : 40 000 Arbitrage : Alfredo Vargas |

| Championnat sud-américain de football de 1939 - Vainqueur Pérou 1er titre |

## Meilleurs buteurs
7 buts
- Teodoro Fernández

5 buts
- Jorge Alcalde
- Severino Varela

3 buts
- Tiberio Godoy
- Marcial Barrios
- Pedro Lago
- Roberto Porta